# Power-player
Il termine power-player è nato nei GdR (giochi di ruolo). Indica i giocatori che mirano a privilegiare il conseguimento della vittoria a discapito dell'aspetto interpretativo e dello spirito del gioco. A tal fine di solito cercano di destreggiarsi al limite delle regole, o ad utilizzarle a proprio vantaggio,  a scapito del buon senso e della logica della storia interpretata. Sono generalmente accusati di essere scomodi agli altri giocatori e al Master, poiché il loro approccio tende a rovinare l'atmosfera.
Successivamente il termine è stato usato anche nei MMORPG, ovvero la trasposizione dei GdR nel mondo dei videogiochi. Ma a causa di diverse meccaniche, ovvero la rigidità dei programmi che non permette libera interpretazione, si è persa per grandissima parte il senso del gioco di ruolo. Divenendo nel campo dei MMORPG lo stile di gioco per la maggiore, il termine ha perso l'accezione negativa, tuttora mantenuta in ambito GdR.